# آیا تعداد زیادی سایه در یک فرد و جود دارد!
آیا تعداد زیادی سایه در یک فرد و جود دارد! (به تامیلی: Manidharil Ithanai Nirangala!) فیلمی محصول سال ۱۹۷۸ و به کارگردانی آر.سی ساکتی است. در این فیلم بازیگرانی همچون کمال حسن، سری دوی، ساتیا پریا ایفای نقش کرده‌اند.